# Stora Svansjön, Västergötland
Stora Svansjön är en sjö i Tranemo kommun i Västergötland och ingår i Ätrans huvudavrinningsområde.